# Самарджич, Мирал
Ми́рал Сама́рджич (словен. Miral Samardžić; 17 февраля 1987, Есенице, Югославия) — словенский футболист, защитник. Выступал за сборную Словении.

## Карьера

### Клубная
Футбольную карьеру Самарджич начал за словенский клуб «Триглав» в 2005 году. В 2007 году перебрался в «Марибор», за который провёл 64 встречи и стал чемпионом Словении. С 2010 года является игроком тираспольского футбольного клуба «Шериф», в сезонах 2009/10 и 2011/12 становился чемпионом Молдавии. В июле 2012 года получил капитанскую повязку в «Шерифе». В мае 2013 года Мирал стал чемпионом Молдавии в третий раз. В сезоне 2013/14 вместе с командой пробился в групповой этап Лиги Европы. По итогам сезона 2013/14 стал в четвёртый раз чемпионом Молдавии. Летом этого же года перешёл в хорватский футбольный клуб «Риека», стоимость трансфера составила 170 тысяч евро. В самом начале выступления за новый клуб Самарджич стал обладателем Суперкубка Хорватии, его команда выиграла со счётом 2:1, а сам Мирал забил гол на 11 минуте поединка. По окончании сезона 2014/15 с командой завоевал серебряные медали чемпионата страны.
31 августа 2017 года стало известно, что Самарджич перешел в российский клуб «Анжи».

### Сборная
Мирал являлся членом юношеской и молодёжной сборной Словении. 19 ноября 2013 года дебютировал за национальную сборную в товарищеском матче против Канады. Летом 2014 года провёл две товарищеские встречи в составе сборной Словении — против сборных Уругвая и Аргентины.

## Достижения
«Марибор»
- Чемпион Словении: 2008/09

«Шериф»
- Чемпион Молдавии (4): 2009/10, 2011/12, 2012/13, 2013/14
- Обладатель Суперкубка Молдавии: 2013
- Финалист Кубка Молдавии: 2013/14
- Лучший защитник чемпионата Молдавии (2): 2012[17], 2013[18]

«Риека»
- Обладатель Суперкубка Хорватии: 2014
- Серебряный призёр чемпионата Хорватии: 2014/15